# Euparatettix semihirsutus
Euparatettix semihirsutus is een rechtvleugelig insect uit de familie doornsprinkhanen (Tetrigidae). De wetenschappelijke naam van deze soort is voor het eerst geldig gepubliceerd in 1893 door Brunner von Wattenwyl.